# Esmoreit (hoorspel)
Esmoreit (voluit: Een abel spel van Esmoreit, sconincx sone van Sesiliën) is een hoorspel naar een anoniem abel spel (1400-1420). De NCRV zond het uit op vrijdag 4 oktober 1968 (met een herhaling op maandag 13 augustus 1973), met een muzikale omlijsting van Hans Verzijl (luit). De regisseur was Johan Wolder. De uitzending duurde 62 minuten.

## Rolbezetting
- Hans Dagelet (Esmoreit)
- Dick Scheffer (de coninc van Sesiliën, sine vader)
- Corry van der Linden (de coninghinne, sine moeder)
- Hans Veerman (Robbrecht, sconincx neve)
- Donald de Marcas (de coninc van Damast)
- Els Buitendijk (Damiët, sine dochter)
- Paul van der Lek (meester Platus)
- Hans Karsenbarg (de proloogzegger)

## Inhoud
Esmoreit is waarschijnlijk oorspronkelijk Nederlands en behoort tot het oudste wereldlijke toneel van Europa. De eenvoudige handeling is gebouwd op een aantal stereotiepe motieven uit de toen gangbare ridderromans.
Esmoreit is de zoon van de oude koning en de jonge koningin van Sicilië. Zijn oom Robberecht, het prototype van de “ambitieuze schurk”, probeert hem uit de opvolging te verdringen. Hij beschuldigt daartoe Esmoreits moeder valselijk, die daardoor een “onschuldig vervolgd slachtoffer” wordt. Esmoreit, verkocht aan de mohammedaanse koning van Damascus, waant zich een “vondeling”. Hij wordt verliefd op ’s konings dochter Damiët en gaat op zoek naar zijn ware afkomst (de traditionele “queeste” of speurtocht). Thuisgekomen bekeert hij zich tot het christendom, waarmee het motief van de “gemengde verkering” is geïntroduceerd. Ook Damiët bekeert zich. Esmoreits moeder wordt bevrijd, de schurk Robberecht gehangen. Het thema kan worden geformuleerd als: “De deugd wordt beloond, de ondeugd gestraft” of “De wondere wegen van Gods voorzienigheid”.
De stereo-uitzending deed recht wedervaren aan de middeleeuwse toneelstructuur, waarbij de beide plaatsen van handeling (Sicilië en Damascus) links en rechts gelijktijdig op het plankier werden voorgesteld.